# Niedersachswerfen
Niedersachswerfen är en ortsteil i kommunen Harztor i Landkreis Nordhausen i förbundslandet Thüringen i Tyskland, mellan Nordhausen i söder och Ilfeld i norr. Niedersachswerfen var en kommun fram till den 1 januari 2012 när den uppgick i Harztor. Niedersachswerfen hade 3 257 invånare 2011.

## Historik
Orten brändes ner 1537 av en mordbrännare som i juli samma år brändes på bål. Sydväst om staden låg koncentrationslägret Dora-Mittelbau i vars huvudsakligen underjordiska anläggningar tvångsarbetare byggde vapen under andra världskriget. I själva orten måste kvinnor och män från Polen arbeta i Gipswerk Probst och på byggplatser vid Mühlberg. Mellan 300 och 700 tvångsarbetare från olika länder arbetade för Wirtschaftliche Forschungsgesellschaft mbH och Ammoniakwerke Merseburg med framställning av drivmedel. 

### Invånare
Förändringar i invånarantalet per (31 december):
| - 1994 – 3 610 - 1995 – 3 540 - 1996 – 3 541 - 1997 – 3 541 | - 1998 – 3 493 - 1999 – 3 476 - 2000 – 3 487 - 2001 – 3 470 | - 2002 – 3 407 - 2003 – 3 354 - 2004 – 3 349 - 2005 – 3 323 | - 2006 – 3 281 - 2007 – 3 274 (17 oktober 2007) |

## Kultur och sevärdheter

### Minnesmärken
- Vid anhydritfabriken finns en minnessten över den kommunistiske aktivisten och motståndsmannen Albert Kuntz, som avrättades i Dora-Mittelbau år 1945.
- Sedan 1984 minner en pelare på Thälmannplatz om de koncentrationslägerfångar som våren 1945 passerade staden under en tvångsförflyttning.

## Politik

### Stadsfullmäktige
Vid kommunalvalet 27 juni 2004 fördelades sig platserna enligt nedan:
- CDU - 8 mandat (47,0 %)
- Die Linke - 1 mandat (6,5 %)
- SPD - 7 mandat (46,5 %)

Valdeltagandet var 41,1 %.

## Ekonomi och infrastruktur

### Kommunikationer

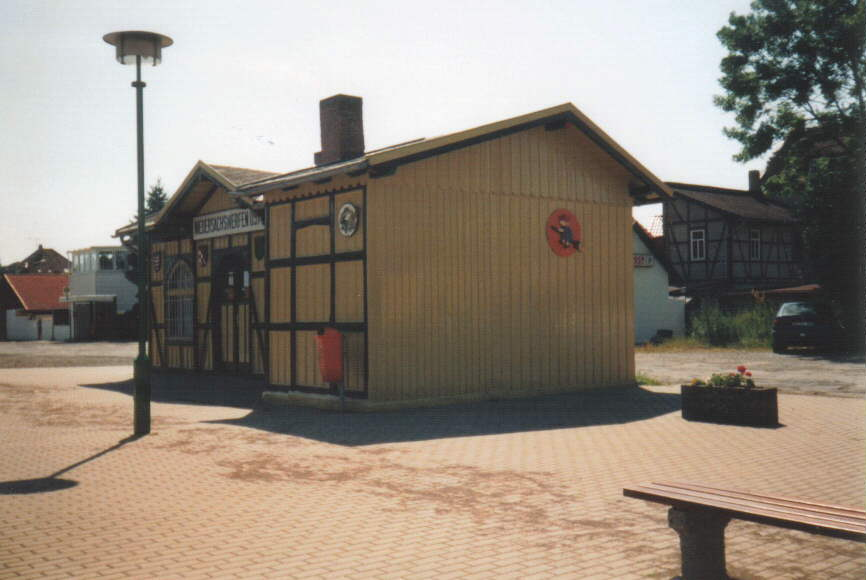
Järnvägsstationen (HSB)

Niedersachswerfen ligger vid Bundesstraße 4 och har två stationer på järnvägen mellan Nordhausen och Ellrich och en station på Harzer Schmalspurbahnen, (Niedersachswerfen Ost). Längs HSB-linjen ligger även ytterligare två stationer, Niedersachswerfen Herkules Markt och Niedersachswerfen Ilfelder Straße. Det går ett dagligt ångloksdraget tåg till Brocken.

## Översättning
Den här artikeln är helt eller delvis baserad på material från en annan språkversion av Wikipedia.